# Блэк-Пик (гора, Аляска)
Блэк-Пик (англ. Black Peak) — гора на полуострове Аляска, США. Блэк-Пик — стратовулкан, высотой 1032 метра. Находится в 45 километрах к югу от аэропорта Порт-Хейден.
Вулкан образовался в кальдере в современный период, ширина которой составляет 3,5 километра. В ней помимо вулкана образовалось 2 небольших озера. Вулкан сложен андезитами и дацитами, которые в свою очередь лежат поверх осадочных вулканических пород, которые застыли при извержениях плиоценовой эпохи. Около 4 000 лет назад произошло мощное извержение вулкана, застывшие лавы которого занимают площадь от 10 до 50 км³ в разных направлениях от эпицентра извержения. На западном склоне вулкана в туфовых породах обнаружен 100-метровый слой вулканического пепла в глубину. Последний раз вулкан извергался около двух тысяч лет назад. Характер извержения носил взрывной характер из вершинного конуса вулкана с выходом пирокластических потоков на поверхность.
Впервые был указан на топографической карте русским гидрографом Михаилом Тебеньковым в 1852 году под названием Сопка Чёрная.